# Lasborough
Lasborough – wieś w Anglii, w Gloucestershire. Leży 24 km od miasta Gloucester, 29,1 km od miasta Bristol i 151,2 km od Londynu. W latach 1870–1872 miejscowość liczyła 65 mieszkańców. Lasborough jest wspomniana w Domesday Book (1086) jako Lesseberge.